# Stromatopelminae
Stromatopelminae is een onderfamilie van de vogelspinnen. Er zijn drie geslachten, waarvan vrijwel alle soorten giftig zijn.

## Taxonomie
- Geslacht Encyocratella (Strand, 1907)
- Geslacht Heteroscodra (Pocock, 1899)
- Geslacht Stromatopelma (Karsch, 1881)